# Anne Frank Zentrum
Anne Frank Zentrum din Berlin este o organizație parteneră germană a Casei Anne Frank din Amsterdam. Prezentând viața Annei Frank ea promovează memoria crimelor comise în timpul regimului național-socialism și mesajul transmis de Jurnalul Annei Frank.

## Istoric
Centrul Anne Frank datează din anul 1994, când a fost pregătită la Berlin expoziția itinerantă „Die Welt der Anne Frank. 1929–1945”. Cu ocazia aniversării a 50 de ani de la eliberarea de regimul nazist, ea a fost prezentată în șase orașe germane. Asociația înființată special pentru coordonarea expoziției și-a luat angajamentul să continue prezentarea temelor respective. După încheierea unui acord de colaborare cu Casa Anne Frank din Amsterdam, a fost deschis pe 12 iunie 1998 Anne Frank Zentrum din Berlin-Mitte.

## Expoziție permanentă la Berlin
Din noiembrie 2006, Anne Frank Zentrum conține expoziția permanentă „Anne Frank. hier & heute”, care a devenit posibilă prin cooperarea menționată mai sus. Ea prezintă povestea vieții Annei Frank și o plasează în contextul acelui timp. Prin intermediul documentelor, obiectelor, imaginilor și filmelor vizitatorii realizează o incursiune în lumea tinerei scriitoare. 
În plus, tinerii din Berlin vin să vorbească despre temele tratate de Anne Frank în jurnalul ei, cum ar fi identitatea personală, valorile umane, războiul și curajul civic.

## Expoziții itinerante
Pe lângă expoziția permanentă Anne Frank Zentrum oferă mai multe expoziții itinerante de patru săptămâni, destinate în special tinerilor.  Cele cinci expoziții diferite au fost prezentate deja în mai multe localități din Germania.

## Alte activități
Instituția oferă cursuri de formare interculturală la nivel național pentru profesori, precum și pe tema antisemitismului. Prin intermediul materialelor didactice interculturale, Centrul are o contribuție importantă la educarea copiilor și a tinerilor.
Începând din 2011, Anne Frank Zentrum promovează proiectele „Kriegskinder” și „70 Jahre danach. Generation im Dialog” pe tema dialogului între generații. Accentul este pus pe experiențele din copilărie și tinerețe ale generației născute înainte de 1941. Tinerii și vârstnicii din diverse orașe vin aici pentru a discuta unii cu alții.
Anne Frank Zentrum din Berlin este una dintre numeroasele instituții din întreaga lume, în care austriecii pot presta face un serviciu memorial de douăsprezece luni, în loc să presteze serviciul militar sau civil.
Anne Frank Zentrum este din decembrie 2013 membru al Initiative Transparente Zivilgesellschaft.